# 渡辺茂 (作曲家)
渡辺茂（わたなべ しげる、1912年2月1日 - 2002年8月2日）は、日本の童謡の作曲家、教育者。「たきび」「ふしぎなポケット」の作曲で知られる。作詞家としてのペンネームに戸塚一郎、野中十三夫。

## 経歴
戸籍上は栃木県安蘇郡赤見村（現在の佐野市）生まれだが、生後間もなく東京に移り、同地で育つ。実家は呉服屋だった。1932年に東京府豊島師範学校（現在の東京学芸大学）を卒業。直ちに教職につき、都内の公立小学校や東京学芸大学附属竹早小学校で約30年間音楽科の教諭を務める。1941年、29歳のときにNHKから作曲依頼を受けて「たきび」を発表。1952年から途切れず音楽教科書に載り続ける代表作となった。
1950年に作曲家グループ「白濤会」に参加。メンバーは渡辺の他に山本直忠、小山清茂、石井五郎、平井康三郎、金井喜久子。山本に作曲を師事した。1954年、雑誌『保育ノート』に「ふしぎなポケット」を発表、その3年後に小川貴代乃、北野修治の歌でキングレコードから発売されヒットした。
1963年、東京学芸大学附属竹早小学校教頭の任に就く。1966年、墨田区立横川小学校校長。同時に、全小音研（全国小学校音楽研究会）理事。1969年に東京都小学校音楽研究会副会長、1971年には同会長及び全日音研（全日本音楽教育研究会）小学部会長と、音楽教育団体の要職を歴任した。1972年、世田谷区立用賀小学校校長を務め、定年。その後は、東京学芸大学附属小金井小学校、東京学芸大学、聖徳学園短期大学の非常勤講師を務めた。小金井小学校には80歳を過ぎるまで勤めていたが、「たきび」の作曲者という知名度から特例で雇用されていたもので、若返りを図りたい学校側が退職要請をしたときは強いショックを受けたという。
1999年、第1回にっけん小野童謡文化賞を受賞した。生涯に500以上の作曲を残した。作曲の際にはピアノを使わず五線紙に書き留めており、前奏と伴奏を作るときのみピアノを使った。エミール・ジャック＝ダルクローズのリトミックに影響を受け、歌いながら手拍子などの身体的動作を伴いやすい作曲を志向していた。また児童向けの作曲教育にも取り組んでいた。

## 作曲リスト（代表作のみ）
- たきび （作詞：巽聖歌）
- ふしぎなポケット（作詞：まど・みちお）
- だいこんじゃぶじゃぶ（作詞：同上）[1]
- おちばのゆうびん（作詞：同上）[1]
- つらら（作詞：同上）[1]
- はなかみしゅん（作詞：同上）[1]
- でてくるちから（作詞：同上）[1]
- あてたらえらいな（作詞：同上）[1]
- すきっぷきっぷ（作詞：同上）[1]
- こざるのおはなし（作詞：同上）[1]
- ぺんぎんちゃん（作詞：同上）[1]
- あくしゅでこんにちは（同上）[2]
- わからんちゃん（同上）[1][3]（大中恩作曲版もある[4]）
- ぶんぶんぶん（チェコ・ボヘミア地方民謡。作詞：村野四郎、補詞・編曲：渡辺茂[5]）
- でんしゃ[要出典]
- かぜと友だち（作詞：小野忠男）[6]
- タンタンたんぽぽ（同上）[6]
- たんぽぽのかぞえうた（同上）[6]
- なんの花（同上）[6]
- さくらの花びら（同上）[要出典]
- かみなりさん（同上）[要出典]
- おさんぽかたつむり（同上）[6]
- すいれん（同上）[6]
- なつのはな（同上）[6]
- かいすいよく（同上）[6]
- ふうりん（同上）[6]
- りんごのなみだ（同上）[6]
- すきなものなあに（同上）[6]
- あっぷっぷ（作詞：さとうよしみ）[7]
- ほうかほか（作詞：与田凖一）[1]
- おちば（作詞：同上）[1]
- しもばしら（作詞：同上）[1]